# Ich denke oft an Piroschka (Roman)
Ich denke oft an Piroschka ist ein Roman von Hugo Hartung aus dem Jahr 1954, der eine bezaubernde ungarische Sommerliebe zum Inhalt hat. Bereits 1951 hatte Hartung das Thema für ein 30-minütiges Hörspiel des Bayerischen Rundfunks behandelt.

## Handlung
Andreas, ein in die Jahre gekommener Schriftsteller, erinnert sich bei einer Zugfahrt an seine Jugendliebe in Ungarn:
Als junger Mann fährt er 1923 als Austauschstudent mit Kommilitonen („Ich hasste dieses gespreizte Wort“) auf der Donau nach Budapest. Er verliebt sich auf dem Schiff in eine hübsche deutsche Frau namens Greta, das „Rosinenmädchen“ (so der Titel des Kapitels). Mit ihr und einem geigenden Zigeuner, der dem Paar unentwegt fiedelnd folgt, verbringt er die Nacht in Budapest. Doch er muss am nächsten Tag zu seiner „Ferienfamilie“ in einen entlegenen Ort in der Puszta namens „Hódmezővásárhelykutasipuszta“ („Biberfeldmarktplatzbrunnenheide“) weiterfahren (sein Sitznachbar im Zug dorthin bezeichnet schon Hódmezővásárhely als „hundsmiserables Saudorf“), und Greta muss an den Plattensee, wo sie ihr griechischer Verlobter („Er hat einen Rosinengroßhandel in Athen“ und ist Geschäftsfreund ihres Vaters) erwartet.
Andreas lernt in der Puszta Piroschka, die 17-jährige Tochter des Stationsvorstehers István Rácz, kennen. Sie verbringen romantische Tage („Kérem, Andi! Mach Signal!“), bis eine Karte von Greta eintrifft. Daraufhin beschließt er, zu Greta an den Plattensee zu fahren. Piroschka, die durch ihre Mutter den Inhalt der Karte kennt, beschließt, Andreas zu folgen, und bringt ihn in Siófok in eine prekäre Lage, als sie mit Greta und ihm zusammentrifft. Als Andreas endlich begreift, für wen sein Herz tatsächlich schlägt, ist es beinahe zu spät. („Aber ich nahm ihre Hand, behielt sie lange in der meinen und schaute ihr in die Augen.“) Doch ein Happy End, wie sonst in Komödien üblich, gibt es für die beiden nicht, obwohl sie einander nachts am Bahndamm zärtlich begegnen, nachdem Piroschka den Zug, in dem Andreas abreist, fahrplanwidrig aufgehalten hat. Andreas muss trotzdem heimfahren.
„Ich hatte ein Wiedersehen versprochen“, erinnert sich Andreas dreißig Jahre später. Aber als er Piroschka zwei Jahre nach ihrem Zusammentreffen auf der Rückfahrt von einem Sommeraufenthalt in Siebenbürgen besuchen will, wird er in Kronstadt krank: „Scharlach, und mein Vater holte mich danach ab. Wir fuhren eine andere Strecke ...“ So bleibt Piroschka für ihn „immer jung und süß, siebzehn Jahre, mit der kecken Sechserlocke auf der Stirn.“ Was hat er damals erlebt? „Manchmal meine ich, es war gar nichts – das mit Piroschka. Aber es ist wohl alles gewesen. Alles.“

## Adaptionen
1955 wurde der Hartungs „österreichischer Mutter und den ungarischen Freunden aus jenen Tagen“ gewidmete Roman, ebenfalls unter dem Titel Ich denke oft an Piroschka, mit Liselotte Pulver (Piroschka), Gustav Knuth (István Rácz) und Gunnar Möller (Andreas) unter der Regie von Kurt Hoffmann verfilmt. Der Film, an dessen Drehbuch Hugo Hartung mitgeschrieben hatte, war sehr erfolgreich und wird noch Jahrzehnte später im Fernsehen gezeigt. Liselotte Pulver wird lebenslang mit Piroschka identifiziert.
Weiter wurde eine Hörspielfassung des Themas erstellt. Hugo Hartung bearbeitete den Stoff auch als Lustspiel für das Theater. Das Stück Piroschka wurde 1958 am Berliner Hebbel-Theater uraufgeführt. Film, Hörspiel und Theaterstück sind inhaltlich sehr ähnlich und in vielen Teilen sogar gleich und folgen dem Roman getreu.
2011 schrieb Klaus Maria Zumstein für das Naturtheater Heidenheim eine neue Bühnenfassung, die – im Gegensatz zur Theaterfassung von Hartung – für ein größeres Ensemble konzipiert ist. Ebenso wird hier aus der Perspektive des ‚alten Andreas‘ erzählt, der sich in späten Jahren an seine Jugendliebe Piroschka erinnert.

## Ausgaben und Bearbeitungen
- Erstausgabe: Ich denke oft an Piroschka : Eine heitere Sommergeschichte. Ullstein, Berlin 1954.
- Ich denke oft an Piroschka. Roman. Lizenzausgabe für den Bertelsmann Lesering, Gütersloh 1958.
- Komödienfassungen:
  - Hugo Hartung: Piroschka. Komödie, Lechte Verlag,  Emsdetten 1959 (Dramen der Zeit, Bd. 41).
  - Klaus Maria Zumstein: Ich denke oft an Piroschka. Melancholische Komödie, größer angelegte (Freilicht-)Theaterfassung, 2011.
- Neuausgabe: Ich denke oft an Piroschka. Ein heiterer Roman. Ullstein, Frankfurt am Main 1986, ISBN 3-550-08522-2.
- Taschenbuch: Ich denke oft an Piroschka. Ullstein-Taschenbuch Nr. 24588. Ullstein, Berlin 1999, ISBN 3-548-24588-9.
- Audiofassung: Kurt Wilhelm (Regie): Ich denke oft an Piroschka. Ullstein-Hörverlag, München 2003,  ISBN 3-550-09092-7 (1 CD, 50 Minuten).
- Hörbuch: Ich denke oft an Piroschka. Ungekürzte Lesung von Fritz Stavenhagen. Aufnahmeleitung: Johanna Steinbach-Grobst. Steinbach, Schwäbisch Hall 2005, ISBN 3-88698-811-2.